# Argynnini
Argynnini (лат.) — триба бабочек из подсемейства геликонид.
В других системах этот таксон был классифицирован как подтриба Argynnina трибы Heliconiini или даже как отдельное подсемейство Argynninae семейства Nymphalidae.
Бабочки мелких и средних размеров. Крылья сверху рыжие с черными жилками и рядами черных пятен. Нижняя сторона крыльев с перламутровыми пятнами, полями или перевязями. Часто через нижнюю сторону задних крыльев проходит ряд глазчатых пятен. Голова с голыми глазами (без волосков), губные щупики покрыты волосками. Усики с головчатой булавой. Центральные ячейки передних и задних крыльев замкнуты. На передних крыльях у родов Argynnis, Brenthis, Issoria жилки R1, R2 не ветвятся и берут начало от центральной ячейки. Жилки R3, R4, R5 имеют общий ствол, который также начинается от центральной ячейки. У родов Boloria, Clossiana, Kuekenthaliella жилки R2, R3, R4, R5 имеют общий ствол. Жилки R1 и R2 выходят к костальному (переднему) краю крыла, жилка R3 — к вершине, а жилки R4 и R5 — к наружному краю. Рода выделяются на основании различий в строении копулятивного аппарата самцов и самок, а также жилкования крыльев.
Некоторые представители:
- Argynnis Fabricius, 1807
- Boloria Moore, 1900
- Brenthis Hübner, 1819
- Euptoieta Doubleday, 1848
- Issoria Hübner, 1819
- Speyeria Scudder, 1872
- Yramea Reuss, 1920